# علم مقاطعة تولا
أعتمد علم تولا أوبلاست رسميا في يوم 24 تشرين الثاني - نوفمبر من سنة 2005.